# Birger Lundström (jurist)
Birger Lundström, född 1 februari 1928 i Töre socken, död 12 september 2023 i Strängnäs, var en svensk jurist som var lagman i Skellefteå tingsrätt från 1977 till 1993.
Lundström blev juris kandidat vid Uppsala universitet 1953 och genomförde tingstjänstgöring 1953-1956 innan han blev fiskal vid hovrätten för Övre Norrland 1956. Han var civilrådman vid Skellefteå rådhusrätt 1958-1961, tingsdomare vid Gällivare domsaga 1962-1965 och rådman vid Umeå häradsrätt och tingsrätt 1966-1977. Han utsågs 1977 till lagman över Skellefteå tingsrätt vilket han var till sin pensionering 1993.
Lundström var son till landsfiskal Gideoan Lundström och hans maka Linda, född Söderberg. Han var från 1954 gift med filosofie kandidat Ulla, född Steller 1930.